# Liste des ducs de Montmorency-Luxembourg

## Ducs de Montmorency, troisième création (1688), précédemment ducs de Beaufort
- 1662-1726 : Charles Ier Frédéric de Montmorency-Luxembourg, duc de Piney-Luxembourg, premier duc de Beaufort, (titre changé en Duc de Montmorency en 1689)
- 1726-1764 : Charles II Frédéric de Montmorency-Luxembourg, duc de Piney-Luxembourg, deuxième duc de Montmorency, maréchal de France en 1757
- 1735-1761 : Anne François de Montmorency-Luxembourg, duc de Piney-Luxembourg, troisième duc de Montmorency
- 1752-1829 : Charlotte Anne Françoise de Montmorency-Luxembourg, quatrième duchesse de Montmorency
- 1731-1799 : Anne Léon de Montmorency-Fosseux, époux de Charlotte Anne Françoise en 1767, duc jure uxoris de Montmorency.
- 1768-1846 : Anne Charles François de Montmorency, cinquième duc de Montmorency
- 1846-1862 : Anne Louis Raoul Victor de Montmorency, sixième duc de Montmorency
- 1864-1915 : Nicolas Raoul Adalbert de Talleyrand-Périgord, neveu du sixième duc, titre étendu à lui-même et à sa descendance en 1864, septième duc de Montmorency
- 1915-1951 : Napoléon Louis Eugène Alexandre Anne Emmanuel de Talleyrand-Périgord, huitième et dernier duc de Montmorency